# Pierre des Roches
Pierre des Roches (mort en 1238) est évêque de Winchester sous les règnes de Jean d'Angleterre et de son fils Henry III. Des Roches n'est pas un Anglais, mais un Poitevin.
Vers la fin du règne de Richard Ier, des Roches devient Lord Chambellan et un conseiller influent. Au début de 1205, grâce à l'influence de Jean, il est élu au siège de Winchester. Son élection est disputée mais, en appel, il est confirmé par le pape Innocent III, qui honore des Roches en le consacrant en personne le 24 mars 1206. Néanmoins, le nouvel évêque demeure fidèle au roi Jean durant la période de l'interdit papal. 
En 1213, des Roches est fait Chef Justicier charge où il succède à Geoffrey Fitz Peter (en). Cette promotion est justifiée par la fidélité avec laquelle des Roches a soutenu le roi pendant la première guerre des barons. Cependant, en 1215, Hubert de Burgh devient Chef Justicier.
À la bataille de Lincoln en 1217, l'évêque conduit un détachement de l'armée royale et gagne une certaine distinction par sa bravoure ; mais il joue un rôle secondaire dans le gouvernement tant que Guillaume le Maréchal occupe la régence. Après la mort du Maréchal en 1219, des Roches dirige l'opposition des barons à Hubert de Burgh, avec des succès divers.
Pierre a participé à la sixième croisade aux côtés de Guillaume Brewere, évêque d'Exeter. Accompagnés d'autres croisés anglais et de mercenaires recrutés sur le continent, le contingent quitte de Brindisi en août 1227, et ils sont rejoints en Terre Sainte par l'empereur Frédéric II. Les deux évêques sont témoins du traité de Jaffa du 18 février 1229 avec le sultan du Caire. Au cours de la croisade, il réforme et militarise l'ordre de Saint-Thomas d'Acre.
L'évêque est à l'origine de la fondation de plusieurs monastères, notamment des abbayes de Titchfield, de Netley et de Both (dans le Hampshire), en Angleterre et, en France, en 1240, de la 25e et dernière fille de Cîteaux, La Clarté-Dieu, près de La Roche-Racan, en Touraine. 
Il meurt le 9 juin 1238.

## Sources
- Nicholas VINCENT, Peter des Roches. An alien in English politics, 1205-1238, Cambridge, Cambridge University Press, 1996.
- (en) « Pierre des Roches », dans Encyclopædia Britannica [détail de l’édition], 1911 (lire sur Wikisource).
- Maurice F. Powicke et E. B. Fryde Handbook of British Chronology 2e édition, Londres, Royal Historical Society 1961